# Маттергорн
Маттергорн (нім. Matterhorn, італ. Cervino) — гора у Пеннінських Альпах на кордоні Італії та Швейцарії. Ця сьома за висотою гірська вершина Альп розташована між швейцарським населеленим пунктом Цермат (кантон Вале) та італійським населеним пунктом Червінія (область Валле-д'Аоста).
Маттергорн має чотири стіни: північна височіє над долиною Цмутт, південна дивиться на Червінію, східна та західна — відповідно на хребет Горне та гору Дан Д'Еран. Стіни розділяють чотири хребти: Гернлі (північно-східний), Ліон (південно-західний), Цмутт (північно-західний) та Фург (південно-західний).

## Фізико-географічна характеристика

### Рельєф і навколишня місцевість
Вершина Маттергорн розташована в Пеннінських Альпах на кордоні Швейцарії (в кантоні Вале) та Італії (в області Валле-д'Аоста). З боку Швейцарії найближчим населеним пунктом до вершини є гірський курорт Церматт, розташований біля підніжжя північної стіни вершини. З боку Італії, біля південної стіни, розташований італійський гірський курорт Брей-Червінія. Обидва курорти пов'язані між собою перевалом Теодул заввишки 3317 м над рівнем моря, який розташований на схід від вершини. Перевал Теодул є найпростішим шляхом між Церматтом і Брей-Червінією. Ще в античні часи (з I століття до н. е. по V століття) він використовувався як торговий і транспортний шлях між Римською імперією та романізованими кельтами. Сідловина перевалу з північного боку покрита льодовиком Теодул. Розташований на захід від вершини перевал Фургйох внаслідок більшої складності для проходження не використовувався як транспортна артерія, попри те, що він нижчий (3271 м над рівнем моря).
Стіни Маттергорна круті, і з цієї причини на них мало снігу і льоду. Сніг, що випадає на схили Маттергорна, регулярно обрушується лавиною і накопичується біля підніжжя стін у верхніх частинах льодовиків, які стікають з вершини з усіх боків. Найбільш великими льодовиками Маттергорна є льодовик Тіфматтен біля основи західної стіни, що є притокою льодовика Цмутт, і льодовик Маттергорн біля підніжжя північної стіни. Менші льодовики лежать біля підніжжя південної (нижній льодовик Маттергорна — італ. Ghiacciaio Inferiore del Cervino, фр. Glacier inférieur du Cervin) і східної стін (безіменний льодовик).
Вершина Маттергорн розташована на вододілі між водозбірними басейнами річок Рона з півночі і По з півдня.

### Висота
На 90-метровому гребені на стику північної та південної стін Маттергорна є дві окремі вершини. Найвища точка знаходиться на сході гребеня і має назву Швейцарська вершина. Її висота становить 4477,5 м над рівнем моря. На заході гребеня розташована Італійська вершина заввишки 4476,4 м над рівнем моря. Вершини отримали свої імена за назвою країн, з яких на них були здійснені перші сходження, а не за територіальною ознакою. Обидві вершини розташовані на кордоні Швейцарії та Італії, що було зафіксовано спільною конвенцією цих країн 24 липня 1941 року.
Перший задокументований вимір висоти Маттергорна здійснив Орас Бенедикт де Соссюр 13 серпня 1792 року із льодовика Теодул, використовуючи ланцюг завдовжки 50 футів і секстант. Отримана ним висота вершини склала 4501,7 м над рівнем моря. 1868 року італійський інженер Феліче Джордано отримав значення висоти вершини 4505 м за допомогою ртутного барометра, який він приніс з собою при сходженні на вершину. На карті Дюфура, що вийшла слідом за італійськими дослідженнями, Швейцарська вершина мала висоту 4482 м. У 1920-х роках висота вершини була виміряна з точністю до півметра і склала 4477,5 м над рівнем моря. Зокрема, в офіційному списку вершин-чотиритисячників Альп, виданому UIAA в 1994 році, фігурує саме ця висота. 1999 року італійський професор геології Джорджіо Поретті виміряв висоту вершини з точністю до сантиметра з використанням технологій GPS. Результат склав 4477,54 м.
Відносна висота вершини становить 1027 м. Батьківською горою стосовно Маттергорна вважається Вайсгорн (найвища вершина західної частини долини Маттерталь). Вершини Маттергорн і Вайсгорн з'єднані гребенем з його нижньою точкою заввишки 3451 м над рівнем моря на сідловині перевалу Коль-Дюран між вершинами Пуент-де-Ціналь і Мон-Дюран. Найближчою вершиною, яка перевершує Маттергорн за висотою, є Ліскам Західний (4479 м над рівнем моря). Вона розташована за 14 км на південний схід від Маттергорна.
Вершину Маттергорн занесено до списку альпійських чотиритисячників, який вперше опублікував австрійський альпініст Карл Блодіг 1923 року і він містив 59 вершин. 1994 року UIAA включив вершину Маттергорн в основний список чотиритисячників Альп (всього у список потрапили 82 вершини). Згідно зі списком Блодіга, вершина Маттергорн десята в списку за абсолютною висотою, в списку UIAA Маттергорн знаходиться на дванадцятій позиції.

### Стіни і гребені
Маттергорн має пірамідальну форму з чотирма гранями, оберненими за частинами світу. Три з них (північна, східна і західна) територіально належать до Швейцарії (долина Матерталь), а південна стіна обернена на італійську сторону — комуну Вальтурнанш регіону Валле-д'Аоста. Північна стіна повернена до вершини Обер-Габельгорн, розташованої за 7 км від Маттергорна і відокремленої від неї льодовиком Цмутт і долиною. Біля підніжжя північної стіни вершини на висоті 1608 м над рівнем моря розташований гірський курорт Церматт. Східна стіна вершини спускається до перевалу Теодул, що відокремлює її від льодовика Горнер  між гірським хребтом Горнерграт і піком Дюфур (за 10 і 17 км відповідно). Західна стіна Маттергорна обернена до верхньої частини льодовика Цмутт між вершинами Дан-д'Еран і Дан-Бланш, розташованими за 4 і 7 км відповідно. Біля підніжжя південного боку вершини розташований італійський гірський курорт Брей-Червінія. Маттергорн не є чотиригранною пірамідою ідеальної форми, оскільки північна і південна стіни вершини ширші, ніж східна і західна. У верхній частині вершини північна і південна стіни утворюють гребінь протяжністю близько 90 метрів, який з'єднує між собою східну і західну стіни. Всі стіни Маттергорна круті, з практично вертикальними ділянками ближче до вершини.
|                |              |                |               |
| Північна стіна | Східна стіна | Південна стіна | Західна стіна |

Всі гребені Маттергорна мають власні назви.
Північно-західний гребінь називається Цмуттграт, або Цмутт (нім. Zmuttgrat). Довжина гребеня становить близько трьох кілометрів. В основній частині гребінь не надто крутий, його максимальна крутизна становить близько 37°. У верхній частині гребінь стає практично вертикальним, що робить сходження по ньому «безпосередньо» дуже складним.
Південно-західний гребінь має назву Ліон (англ. Lion, також поширена назва німецькою мовою Löwengrat). Гребінь крутий по всій довжині. У верхній частині гребеня розташована другорядна вершина — пік Тіндаль. Від піку частина шляху йде практично по горизонтальній поверхні, але потім дорога йде у вертикальний схил.
Південно-східний гребінь називається Фурген (нім. Furggen). Довжина гребеня близько 1,7 км, середня крутизна схилу становить 43,5°. Верхня частина гребеня практично вертикальна.
Північно-східний гребінь називається Хернлі (нім. Hörnligrat). Нижня частина гребеня досить полога і зручна для ходьби. Далі схил стає крутішим, але на гребені є природні сходи.

### Геологія
Структурна геологія Маттергорна ілюструє різноманіття різних тектонічних покривів, які формують Альпи. Маттергорн складається з декількох шарів, що містять як океанічні, так і континентальні пласти, які, рухаючись на північ, формували регіон за часів Альпійської складчастості третинного періоду.
Верхня частина Маттергорна, починаючи з висоти 3400 метрів над рівнем моря, належить до покриву Дан-Бланш, який має вигляд залишків частини Адріатичної плити, що відірвалася від Африканської плити в Північній Африці під час формування сучасного Середземного моря. Вершина Маттергорн складена з палеозойських гранітних гнейсів і сланців. В основі гори лежить вузька смуга базальту і габро юрського і крейдового періодів, що залягає під шарами вапняку і кристалічних сланців, які прийшли із дна давнього океану Тетіс.
Сучасна форма Маттергорна була сформована під впливом ерозії протягом останнього мільйона років. У літню пору сніговий покрив на горі танув, проникаючи в гірські породи. Взимку вода замерзала, і утворювалися тріщини. З плином часу гора руйнувалася, набуваючи сучасних обрисів. Примітна форма Маттергорна дала гляціології новий термін «пірамідальна вершина», що означає крутий пік, який складається як мінімум з трьох стін.

### Клімат
Завдяки розташуванню вершини на основному альпійському вододілі, а також її великій висоті, для Маттергорна характерні стрімкі зміни в погоді. На вершині навіть в літню пору лежить постійний сніговий покрив і тримається від'ємна температура. Оскільки Маттергорн є ізольованою вершиною, то на ній часто утворюються хмари у вигляді прапорів або банерів (англ. banner clouds).
Маттергорн є об'єктом пильної уваги для вивчення наслідків глобального потепління і впливу зміни клімату на навколишнє середовище. Зокрема, під час погодної аномалії в Європі в 2003 році танення льодів спровокувало великі каменепади, внаслідок чого довелося проводити рятувальні роботи з евакуації кількох десятків альпіністів. В цілому, за спостереженнями вчених, сніговий покрив на вершині за кілька десятків років значно зменшився. У 2007 і 2011 роках на сусідній вершині Малий Маттергорн групою вчених зі Швейцарської вищої технічної школи Цюриха з використанням спеціального обладнання проводились дослідження природи опадів в регіоні.

## Історія Маттергорну

### Походження назви
Назва Matterhorn походить від двох німецьких слів: matte (луг, пасовище), яке позначає велику, зарослу травою долину біля підніжжя вершини в ущелині Горнер (в долині розташований гірський курорт Церматт), і horn (пік). Вперше таку назву зафіксовано в 1682 році. З 1740 року в німецькій мові вершина згадується тільки під ім'ям Matterhorn.

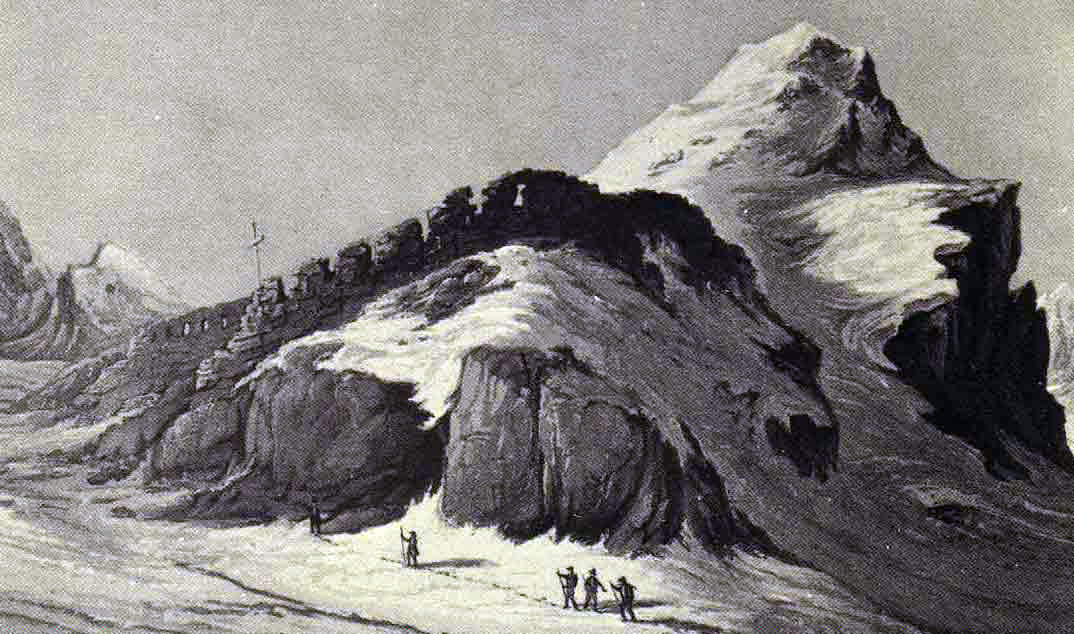
Перевал Теодул (1800 рік)

Французька назва, за найпоширенішою думкою, походить від латинського Mons Silvius, або Mons Silvanus (від лат. Mons — перевал, що могло стосуватися перевалу Теодул, яким проходили ще стародавні римляни (пізніше це слово почали перекладати як гора), silvanus — лісовий). За однією із ранніх версій, описаною в XVI столітті, первинна назва вершини Mons Silvius могла походити від імені римського претора Сервія Сульпіція Гальби, який перетнув перевал Теодул за наказом Цезаря. Пізніше ця назва трансформувалась в Mons Servinus і остаточно перетворилася на Cervin у французькій мові. Зміна першої літери s на c приписують Орас Бенедикту де Соссюру. Італійська назва Cervino походить від французького.
Згідно з іншою теорією, назва походить від імені Сервена (Cervin) — персонажа роману «Ґарґантюа та Пантаґрюель», який супроводжував велетня Ґарґантюа в Швейцарії. Згідно з романом, Ґарґантюа наступив на гору, залишивши від неї тільки пірамідальну верхівку, яка згодом отримала ім'я його супутника.
Також відома назва вершини як Horu, або ds Horu, у валліському діалекті, яке використовується місцевими жителями.

### Вивчення Маттергорна в XVI— першій половині XIX століть
Перша згадка про Маттергорн з'явилася в роботі «De Prisca ac Vera Alpina Raethi» одного з найперших дослідників Альп швейцарського топографа і історика Егідія Чуді, опублікованій в Базелі в 1538 році. Бувши студентом, Чуді пройшов через перевал Теодул під час своєї подорожі по Альпах. Однак в його роботі не було приділено особливу увагу вершині як такій, переважно він описував весь регіон в цілому.
Після публікації Егідія Маттергорн залишався поза увагою вчених протягом більш ніж двох століть, до тих пір, поки швейцарський геолог Орас Бенедикт де Соссюр не звернув увагу на вершину під час своєї подорожі з Аяса в Брей-Червінія. Соссюр був вражений особливою формою вершини у вигляді піраміди та її крутими схилами і зробив висновок, що сходження на вершину неможливе. Під час другої подорожі до Маттергорна в серпні 1792 року він прибув у Вальтурнанш, звідки вирушив на перевал Теодул. На перевалі провів 3 дні, вивчаючи структуру поверхні Маттергорна. Крім цього, він зробив першу спробу вимірювання висоти вершини, отримавши значення 4501,7 м над рівнем моря, а також зібрав деякі зразки гірських порід, рослин і комах. У ці дні йому також вдалося здійснити сходження на вершину Малий Маттергорн заввишки 3883 м.
Маттергорн був згаданий в путівнику по Швейцарії «Anleitung, auf die nützlichste und genussvollste Art in der Schweitz zu reisen» німецького географа і геолога Йоганна Готфріда Ебеля, виданому в Цюриху у 1793 році і перекладеному на англійську мову в 1818 році. У книзі Ебель описав долину Церматта як потенційно цікаву для туристів, а вершину Маттергорн він назвав одним з найбільш чудових і прекрасних місць в Альпах. Також в путівнику наводиться три різні варіанти назви вершини: Silvius, Matterhorn і Mont Cervin.

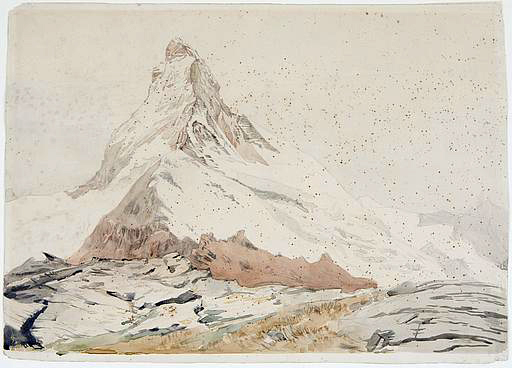
Картина Джона Раскіна «Маттергорн» (1849 рік)

У першій половині XIX століття регіон Церматта і Брей-Червінія був неодноразово відвіданий різними європейськими дослідниками і мандрівниками, багато з яких пройшли через перевал Теодул. Дослідники описували регіон у своїх працях, проводили наукові дослідження в частині мінералогії, ботаніки та геології регіону, малювали картини і карти, збирали історії місцевих жителів. З 1835 по 1855 рік Крістіан Моріц Енгельгардт, який відвідав околиці Маттергорна понад 10 разів, написав дві книги з описом регіону, намалював кілька панорам та карт і склав докладний опис мінерального й ботанічного складу місцевості навколо Маттергорна. В середині XIX століття Гюстав Штудер спільно з професором Ульріхом описав і картографував топографічні особливості вершин Церматта, включаючи Маттергорн. В цей же час відомий англійський художник і письменник Джон Раскін створив серію пейзажів Маттергорна, які сильно вразили освічену еліту Англії та підвищили інтерес до вершини.
До перших спроб сходження на вершину Маттергорн здавався неприступним багатьом дослідникам і мандрівникам. Альпіністи, що прибували в Церматт, намагалися штурмувати інші вершини, що оточують долину, залишаючи Маттергорн поза увагою. Навіть після того, як було здійснено ряд серйозних спроб сходження на Маттергорн, в передмові до першого випуску «Альпійського журналу» в Лондоні у 1863 році редактор Герефорд Брук Джордж написав: «в той час, коли всі об'єкти, що становлять інтерес в Швейцарії, будуть підкорені, Маттергорн все ще залишатиметься … нескореним і, очевидно, непереможним».

### Історії сходжень

#### Перші спроби
У 1857–1859 роках було здійснено декілька перших серйозних спроб сходження на Маттергорн, переважно з італійської сторони, по гребеню Ліон, але жодна з них не увінчалася успіхом. Попри те, що візуально гребінь Ліон здається простішим, сходження по ньому технічно складніше. Найбільшого успіху в цей період досягла експедиція в складі Жан-Антуана, Жана-Жака і Віктора Каррелів, Габріеля Макіня і Аме Горре, яка піднялася до висоти 3850 метрів з італійської сторони (це місце згодом було названо «Димар», англ. «Chimney»).
У липні 1860 року троє братів з Ліверпуля, Альфред, Чарльз і Сендбах Паркери, зробили спробу сходження з Церматта по східній стіні вздовж північно-східного гребеня Хернлі без провідників. Їм вдалося досягти висоти 3500 метрів, але хмарність і сильний вітер змусили їх повернутися назад.
У серпні 1860 року Вон Гокінс з Джоном Тіндалем в супроводі провідників Жана-Жака Карреля і Йоганна Йозефа Беннена спробували піднятися на вершину по південно-західному гребеню Ліон. Перед цим, в 1859 році, Гокінс спільно з Бенненом досліджували гору і дійшли висновку, що цей гребінь веде на вершину. У верхній частині їх маршрут повторював шлях перших сходжень 1857–1859 років. Групі Гокінса вдалося піднятися на 110 метрів вище, до «Великої Вежі» (англ. «Great Tower») на висоті 3960 метрів (при цьому Беннен і Тіндаль продовжили шлях і зупинилися на позначці 3980 метрів).
У липні 1861 року брати Паркери здійснили другу спробу сходження за тим самим маршрутом, що і рік тому, але змогли піднятися вище свого попереднього досягнення всього на 60 метрів. Після цієї експедиції вони визнали, що могли би зайти вище, але складність подальшого шляху, згідно з їхніми спостереженнями, тільки збільшувалася. Спроб сходження на Маттергорн вони більше не робили.
29–30 серпня 1861 року першу спробу сходження на Маттергорн зробив Едвард Вімпер. Попередньо вивчивши гору, Вімпер зробив висновок, що за один день здійснити сходження неможливо. У перший день він вирішив заночувати якомога вище і продовжити шлях на наступний ранок. 28 серпня Вімпер з провідником зустрілися з Жан-Антуаном і Жаном-Жаком Каррелями, які вже робили декілька спроб сходження на Маттергорн. Обидві групи заночували біля підніжжя гори. Наступного дня Каррелі вирушили першими, вирішивши не чекати Вімпера і його провідника. Їм вдалося досягти висоти 4030 метрів (місце Крет-дю-Кок), що було кращим результатом на той період. Вімпер та його провідник пішли тим самим шляхом. Зупинившись на ночівлю на льодовику на перевалі Коль-дю-Ліон на висоті 3660 метрів, вони продовжили шлях наступного ранку, але зуміли піднятися лише до «Димаря» (3850 метрів), повторивши тим самим досягнення перших підкорювачів. Не зумівши значно просунутися далі, вони вирішили повернутися і до обіду 30 серпня вже спустилися в Брей-Червінія. Це була остання спроба сходження в 1861 році.
У січні 1862 року англійський альпініст з Лідса Томас Стюарт Кеннеді з провідниками Пітером Перреном і Пітером Таугвальдером (старшим) зробив першу спробу зимового сходження. Він припустив, що взимку сходження може бути простішим. Група почала підніматися на вершину по північному схилу вздовж гребеня Хернлі, за тим же маршрутом, за яким у 1860 та 1861 роках намагалися пройти брати Паркери. Однак погодні умови на схилі виявилися набагато суворішими, ніж влітку, і, дійшовши до висоти 3350 метрів, група повернулася назад.
У липні 1862 Едуард Вімпер повернувся в Брей-Червінія, щоб продовжити спроби штурму вершини. За місяць він зробив 5 спроб сходження, але жодна з них не закінчилася підкоренням вершини. Як і в 1861 році, всі його сходження тривали по 2 дні.
Перша спроба була зроблена ним 6 липня 1862 року спільно з Реджинальдом Макдональдом і провідниками Йоганном цюм Таугвальдом, Йоганном Кронігом і Люком Мейне за тим же маршрутом, який Вімпер випробував у минулому році. Їхній шлях, ускладнений важкими погодними умовами (сильний вітер і завірюха) і сильно обмерзлими скелями, виявився складнішим, ніж в серпні 1861 року. Під час підйому Кроніг послизнувся і ледь не зірвався вниз на скелі. Проте, групі вдалося дійти до місця торішньої стоянки Вімпера, де вони вирішили зупинитися на ніч. Ночівля була важка, попри те, що всю зиму Вімпер витратив на розробку нового намету. Наступного ранку Таугвальд і Кроніг заявили, що далі вони не підуть. Група повернулася в Брей-Червінія після полудня 7 липня. Вімпер згодом назвав цю спробу «повним провалом».
9 липня Вімпер і Реджинальд, супроводжувані провідниками Жан-Антуаном Каррелем і Пессьоном, зробили другу спробу сходження. Оскільки погодні умови були кращі, їм вдалося влаштувати ночівлю вище, на 30 метрів нижче «Димаря» (на висоті близько 3820 метрів). Наступного ранку, після того, як вони піднялися трохи вище, до 3960 метрів, Пессьону стало погано, і після недовгого очікування група повернулася в Брей-Червінія. Після цього Вімпер зробив ще три спроби сходження: 18–19 липня (сам-один), 23–24 липня (з Ж.-А. Каррелем, Ц. Каррелем і Л. Мейне) і 25–26 липня (з Л. Мейне). Всі вони закінчилися невдало. Проте, під час останньої спроби Вімперу вдалося досягти висоти 4100 метрів (місце Крават), до якої ще ніхто не доходив.
27–28 липня група професора Джона Тіндаля (в яку також входили провідники Беннен, Уолтер, Ж.-А. Каррель, Ц. Каррель та інші) зуміла досягти проміжної вершини Маттергорна заввишки 4241 м, яка потім отримала назву Пік Тіндаль. Однак коли вони продовжили свій подальший шлях, то були зупинені глибокою ущелиною. Не зумівши її подолати, вони були змушені повернутися назад. Проте їм вдалося досягти висоти 4258 метрів, що стало максимальною позначкою для всіх невдалих перших спроб сходження. Рекорд Вімпера протримався всього 2 дні.

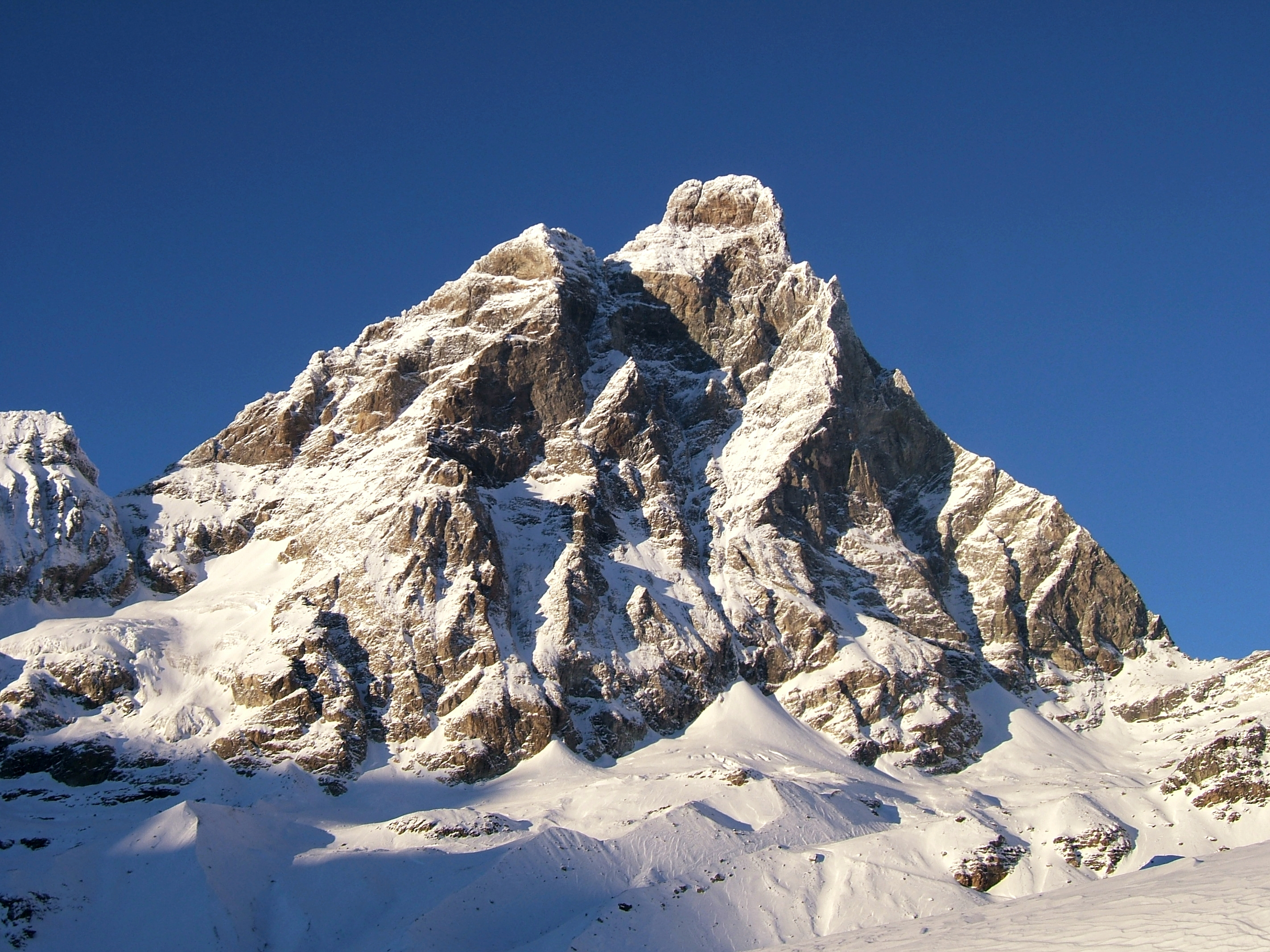
Південна стіна Маттергорна. Зліва направо — пік Ліон, перевал Коль-дю-Ліон, «Димар» (перша «сходинка»), «Велика Вежа» (друга «сходинка»), Крет-дю-Кок (третя «сходинка»), Крават (четверта «сходинка»), Пік Тіндаль, Маттергорн

У 1863 році Вімпер повернувся в Брей-Червінія, щоби вчергове спробувати піднятися на вершину. 10 серпня 1863 року в супроводі Ж.-А. Карреля, Ц. Карреля, Л. Мейне і двох носіїв він спробував пройти тим самим маршрутом, яким намагався піднятися під час попередніх 6 спроб. Дійшовши до перевалу Коль-дю-Ліон, вони виявили, що скелі покриті льодом, оскільки в попередні дні на горі була погана погода. Але вони продовжили сходження. Коли досягли підніжжя «Великої Вежі», погода раптово почала псуватися: температура повітря різко знизилася, з'явився сильний туман, почався снігопад. Вони були змушені зупинитися і встановити намет. Не маючи можливості як продовжити шлях, так і повернутися через погану погоду, вони були змушені провести близько 26 годин в наметі. Наступного дня вони продовжили шлях вгору, але змогли дійти тільки до Крет-дю-Кок на висоті 4050 метрів. В Брей-Червінія вони повернулися після полудня.
Після цієї експедиції Вімпер на 2 роки залишив спроби зійти на вершину Маттергорн. У червні 1865 року він знову прибув в Брей-Червінія, щоби спробувати піднятися на вершину не по гребеню, а по південній стіні. Вранці 21 червня 1865 року Вімпер і провідники Мішель Кро, Крістіан Альмер, Франц Діенер і Люк Мейне почали підйом. Через кілька годин поруч з ними сталося кілька каменепадів. Ніхто з групи не постраждав, проте було ухвалено рішення повернутися назад. Це була восьма невдала спроба Вімпера зійти на Маттергорн.

#### Перше сходження на Маттергорн

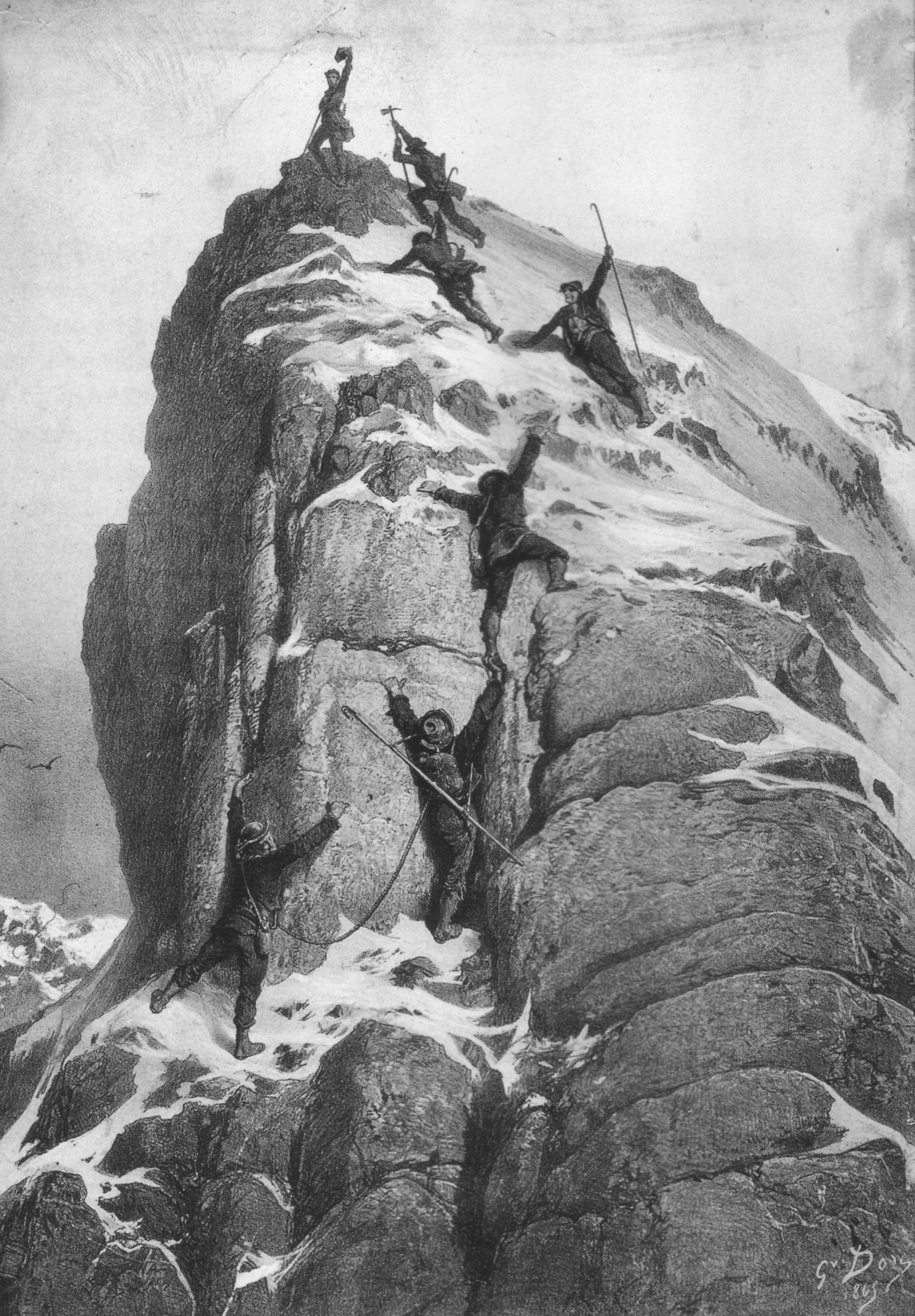
Перше сходження на Маттергорн (Гюстав Доре, 1865)

Після останньої невдачі Вімпер разом зі своїми провідниками кілька тижнів провів у спробах сходжень на інші альпійські вершини. 7 липня 1865 року він знову прибув в Брей-Червінія, щоби вчергове спробувати зійти на вершину, але в цей раз вже з боку Церматта. В Брей-Червінія він спробував переконати Жан-Антуана Карреля спробувати новий шлях. Каррель не хотів залишати спроби зійти на вершину старим маршрутом, але погодився супроводжувати Вімпера за тієї умови, що якщо сходження новим маршрутом не буде успішним, то вони повернуться разом до старого. Вони домовилися вирушити з Брей-Червінія в Церматт вранці 9 липня через перевал Теодул, сподіваючись, що 10 липня влаштують ночівлю на східній стіні якомога вище. Однак через 2 дні Каррель відмовився від участі, оскільки був найнятий італійськими альпіністами для сходження гребенем Ліон.
Два роки до того в замку Валентино в Турині пройшли секретні збори з метою обговорення проєкту утворення італійської альпійської спільноти. У зборах взяли участь італійські високопоставлені чиновники і вчені: Квінтіно Селла, Бартоломео Гастальді, Феліче Джордано та інші. Крім питань утворення спільноти, вони також обговорили пріоритетну вершину для сходження. Нею стала вершина Маттергорн як останній з «великих» нескорених альпійських чотиритисячників. У липні 1865 року Феліче Джордано прибув у Брей-Червінія і найняв Жан-Антуана Карреля та його команду для сходження з італійської сторони. До тих пір, поки Вімпер не зустрів Джордано, Карреля та інших вранці 9 липня, він не підозрював про існування конкуренції з боку італійської альпійської спільноти.

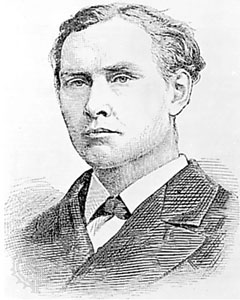
Едвард Вімпер

Вімперу довелося вирушити в Церматт 10 липня без Карреля. 11 липня, після полудня, він прибув в Церматт, де зустрів групу лорда Френсіса Дугласа, яка щойно повернулася з успішного сходження на Обер-Габельгорн. Вімпер розповів Дугласу мету свого прибуття в Церматт, і Дуглас вирішив супроводжувати його.
13 липня 1865 року о 5:30 ранку група (Едвард Вімпер, лорд Френсіс Дуглас, Дуглас Роберт Гедоу, Чарльз Хадсон, провідники Мішель Кро, Пітер Таугвальдер (батько), Пітер Таугвальдер (син)) стартувала із Церматта. Погода була ясна і безвітряна. Через 6 годин вони підійшли до основи гребеня Гернлі. Опівдні вони отаборилися на висоті близько 3350 метрів над рівнем моря. Молодший Таугвальдер і Кро вирішили розвідати подальший шлях для того, щоб наступного дня заощадити час. Через кілька годин вони повернулися дуже натхненні, запевняючи, що подальший шлях на верх не становить особливої складності.
|  | Нічого, крім того, що нічого складного, жодної перешкоди! Ми могли б легко піднятися на вершину і повернутися сьогодні!Оригінальний текст (англ.) Nothing but what was good; not a difficulty, not a single difficulty! We could have gone to the summit and returned today easily! |

Наступного ранку, як тільки стало досить видно, щоб можна було йти, група продовжила сходження. Перша частина підйому була схожа, за спогадами Вімпера, на велику драбину. Біля 10 години ранку група досягла висоти 4270 метрів. Кілька разів вони сходили з гребеня на північну стіну, обходячи його найскладніші ділянки. Ближче до вершини підйом став складнішим, але середня крутизна маршруту не перевищувала 40°. 14 липня, о 1:40 після полудня, Вімпер і Кро ступили на вершину Маттергорн. Вімпер насамперед перевірив сніг уздовж всієї поверхні гребеня на вершині, але він залишався недоторканим. Через деякий час Вімпер зауважив далеко внизу групу Карреля, яка піднімалася з італійської сторони. Група Вімпера була на вершині першою.
|  | Чим вище ми піднімалися, тим сильнішим ставало хвилювання. А якщо нас обійдуть в останній момент? Похил став меншим, і, нарешті, ми змогли відірватися. Разом з Кро ми помчали на вершину наввипередки. Ці перегони закінчилися внічию. О 1.40 пополудні світ був біля наших ніг, і Маттергорн був підкорений. Ура! Жодного відбитка слідів не було видно.Оригінальний текст (англ.) The higher we rose, the more intense became the excitement. What if we should be beaten at the last moment? The slope eased off, at length we could be detached, and Croz and I, dashing away, ran a neck-and-neck race, which ended in a dead heat. At 1.40 p.m. the world was at our feet, and the Matterhorn was conquered. Hurrah! Non a footstep could be seen. |

## Історія сходження
Перші серйозні спроби піднятися на вершину почалися з 1857 року, переважно з італійського (південного) боку гори.
Внаслідок більшої складності південних маршрутів усі ці спроби зазнали невдачі. Лише в 1865 році (14 липня) році партія у складі британців Едварда Вімпера, Чарльза Гадсона (Charles Hudson), лорда Френсіса Дугласа, Дугласа Роберта Гадова (Robert Hadow), француза Мішеля Кроца (Michel Croz) та швейцарців батька та сина Пітерів Таугвальдерів змогли подолати вершину, використовуючи північний маршрут через хребет Гьорнлі. Під час спуску Гадсон, Дуглас, Кроц та Гадов трагічно загинули. Тіла трьох з них (окрім Дугласа) було знайдено і поховано на цвинтарі Цермата. Всього через три дні (17 липня) на вершину піднялася партія італійського альпініста Жана Антуана Карела, яка піднімалася з італійського боку. В 1871 році на гору піднялася перша жінка — британка Люсі Вокер. 1879 року вперше було здійснено сходження через хребет Цмут (А. Ф. Маммері, А. Бургенер, Ж. Петрус та А. Гентіетта), а в 1911 — через складний хребет Фург. 1929 року вдалося піднятися на гору через західну (австрієць Фріц Герман) стіну, а в 1931 — через північну (німці брати Франц та Тоні Шмід).
Маттергорн вважається дуже складною вершиною, на сьогоднішній день під час сходження на неї загинуло близько 400 альпіністів.

## Маршрути
Існує чотири маршрути підйому на вершину з використанням чотирьох хребтів — Гьорнлі (класичний маршрут), Ліона, Цмута
і Фурга та чотири маршрути з використанням стін — північної, південної, східної та західної.

## Галерея

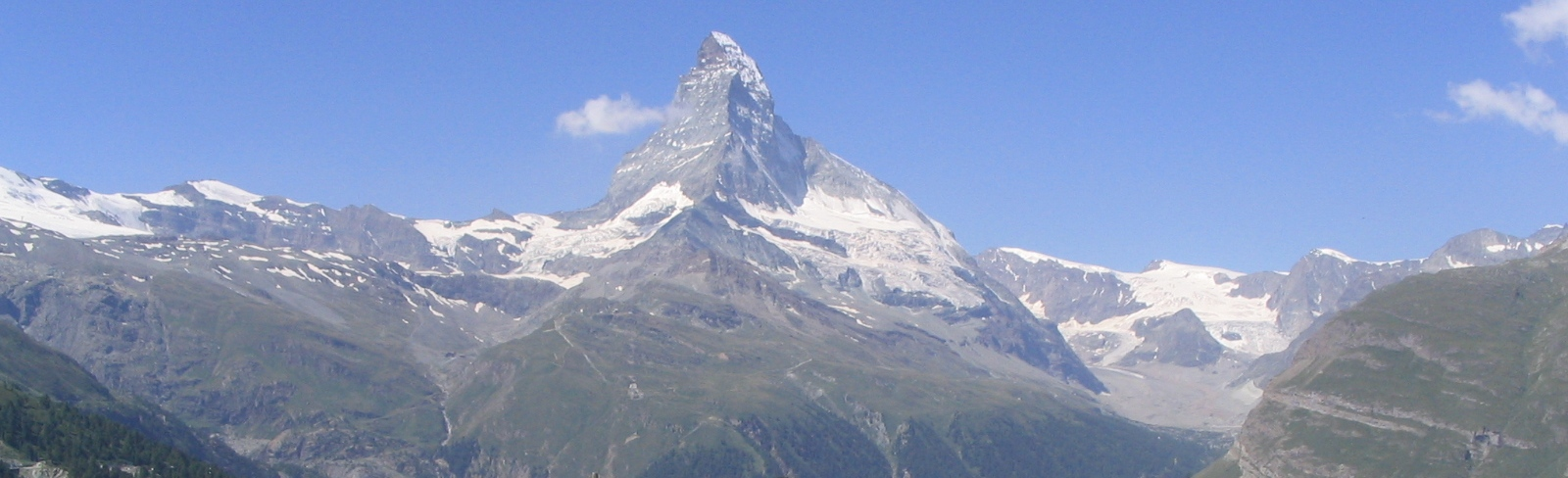
Маттергорн — панорама

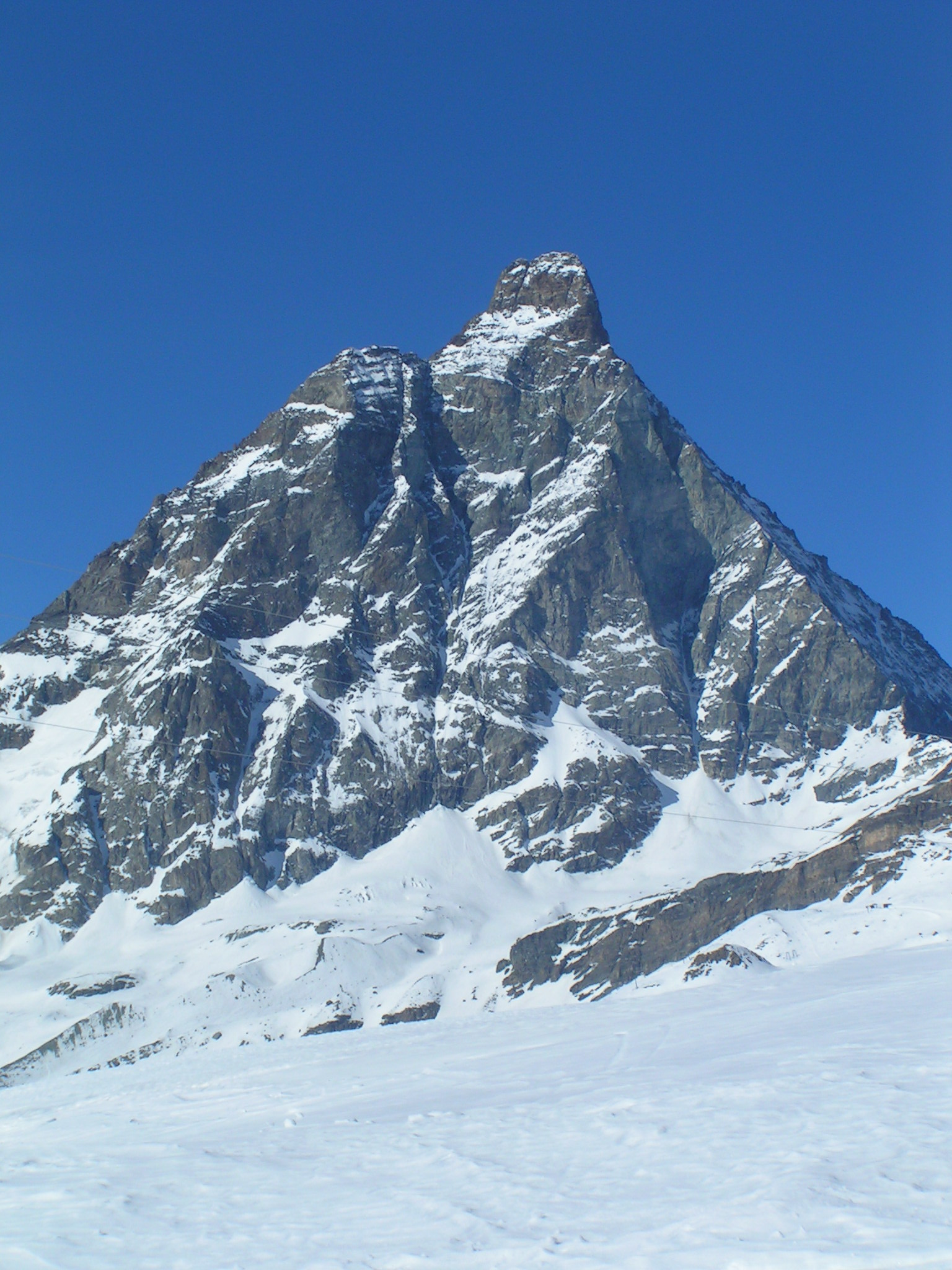
Південна сторона з боку курорту Червінія
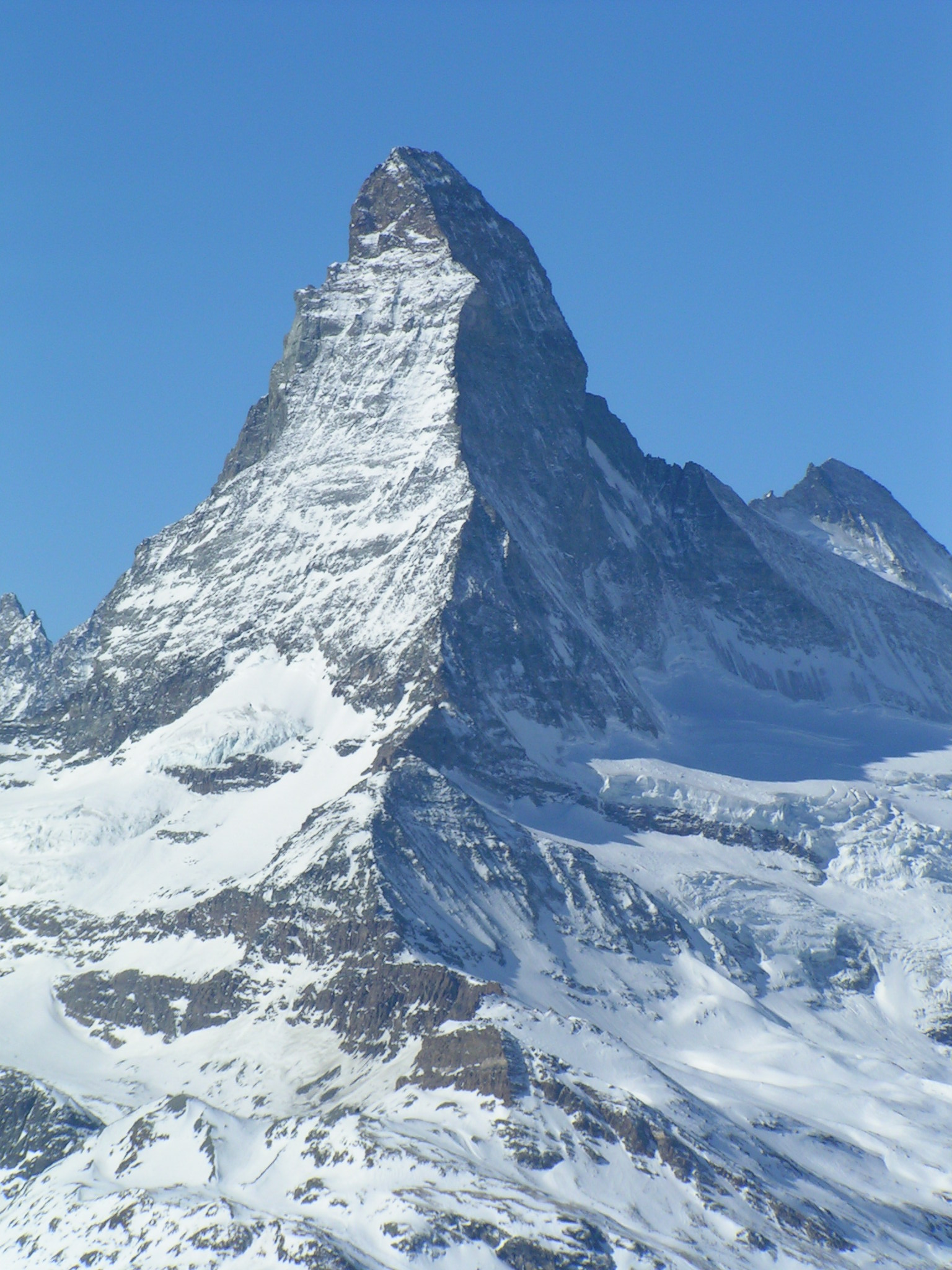
Східна та південна сторони, вигляд з Ротгорна
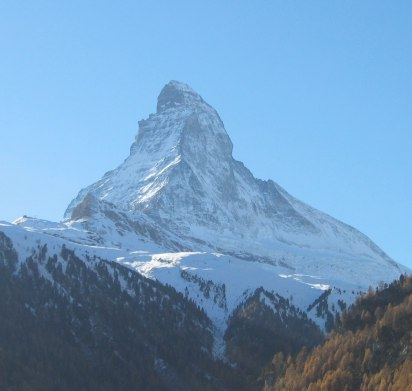
Маттергорн восени 2003 р. Східна та північна стіни
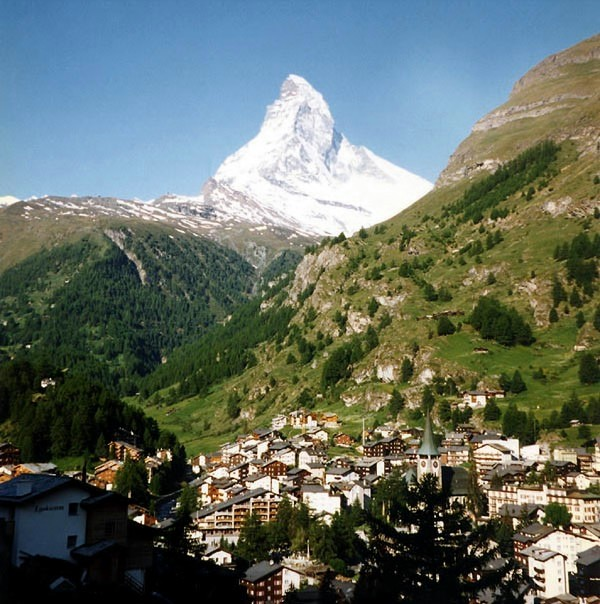
Північна сторона, внизу - селище Цермат
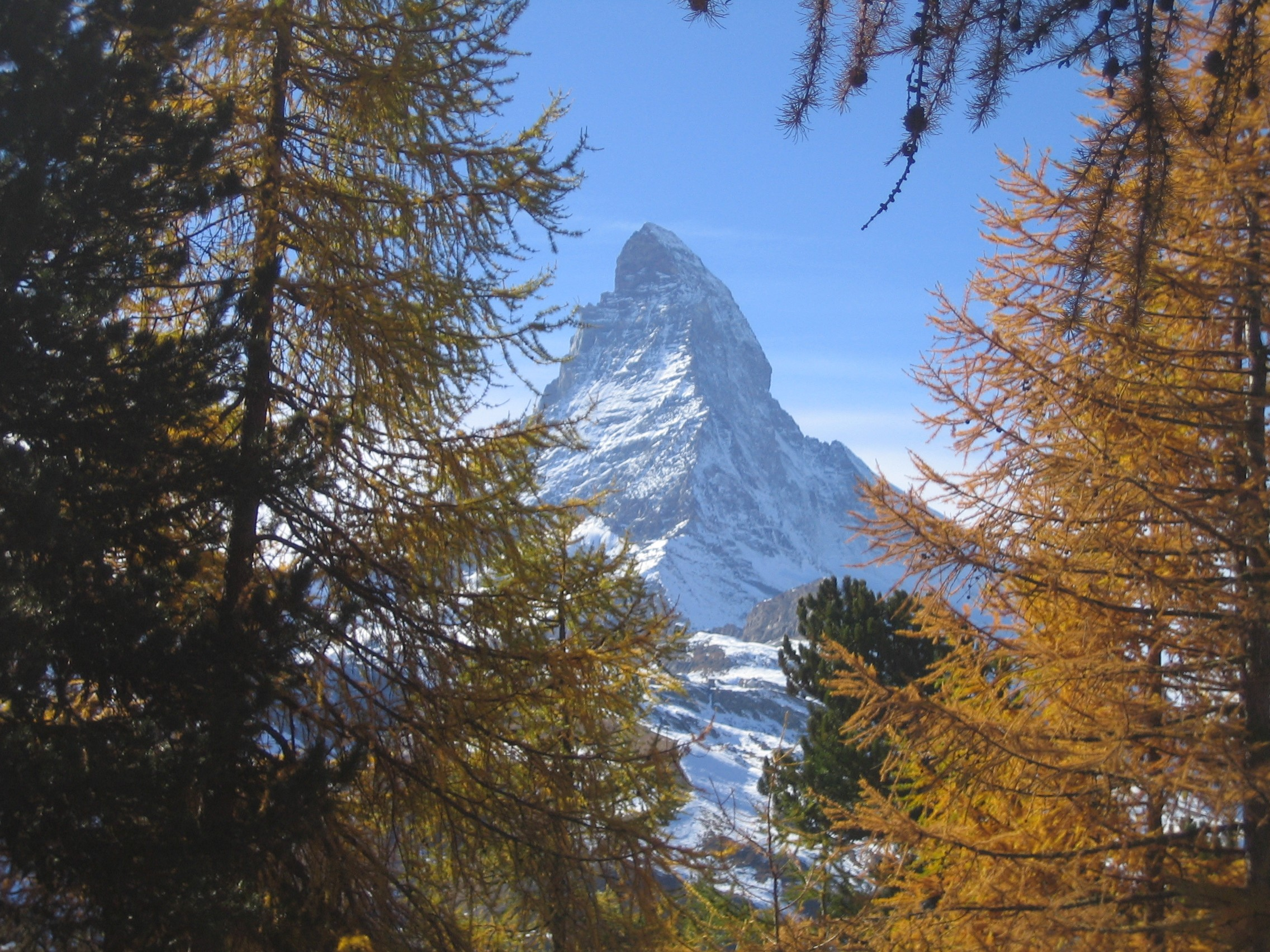
Маттергорн - вигляд з Цермата
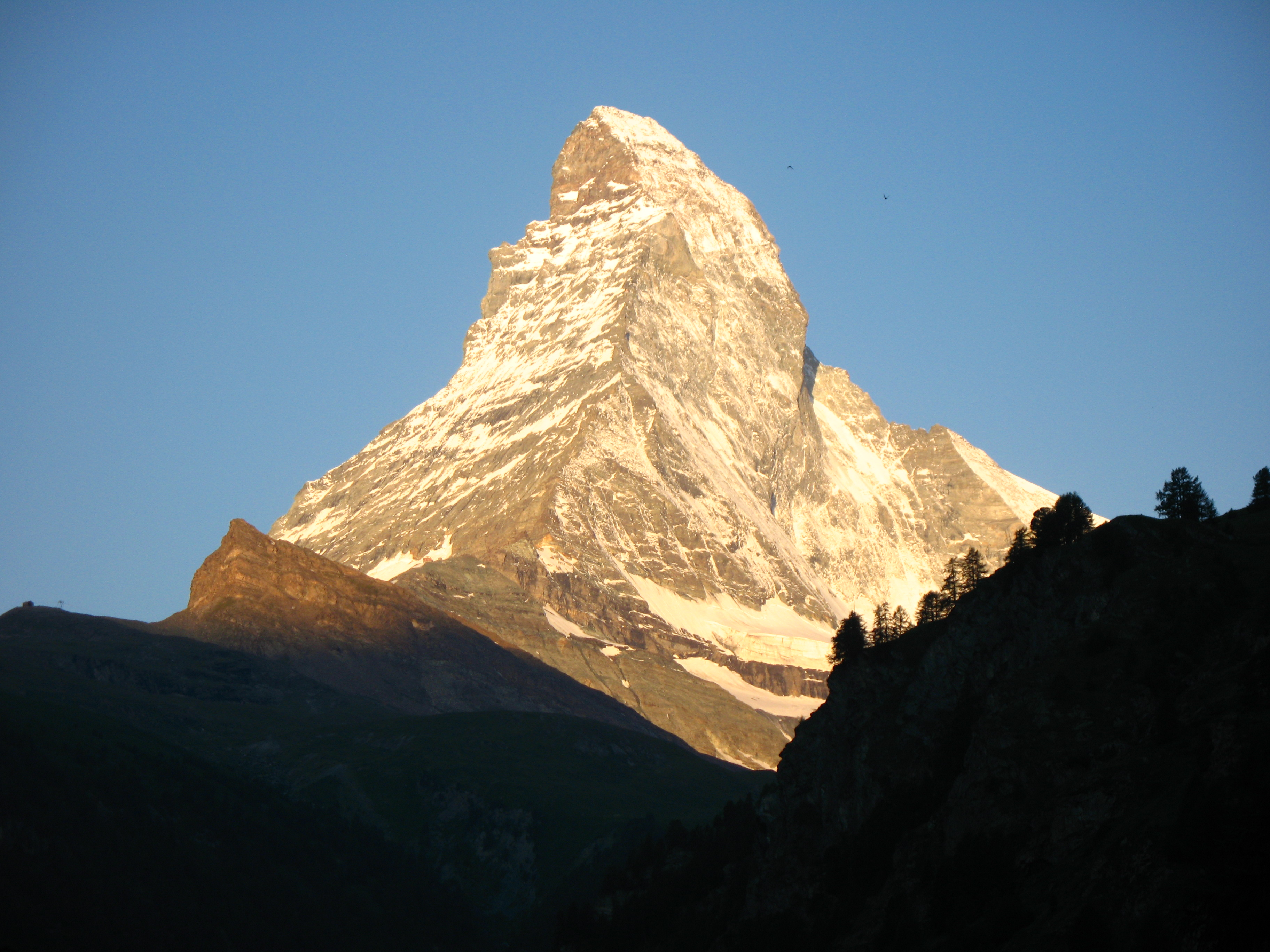
Маттергорн

## Маттергорн у живописі

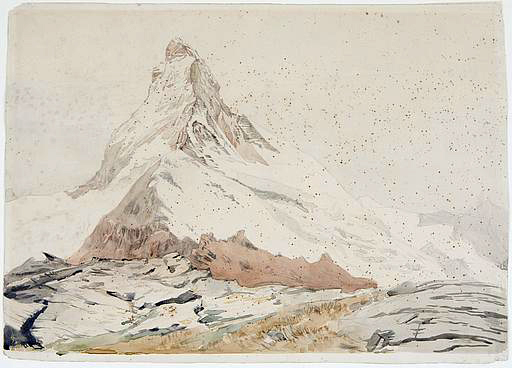
Раскін (1849)
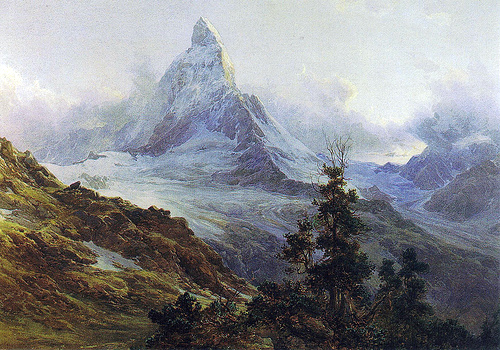
Комптон (1879)
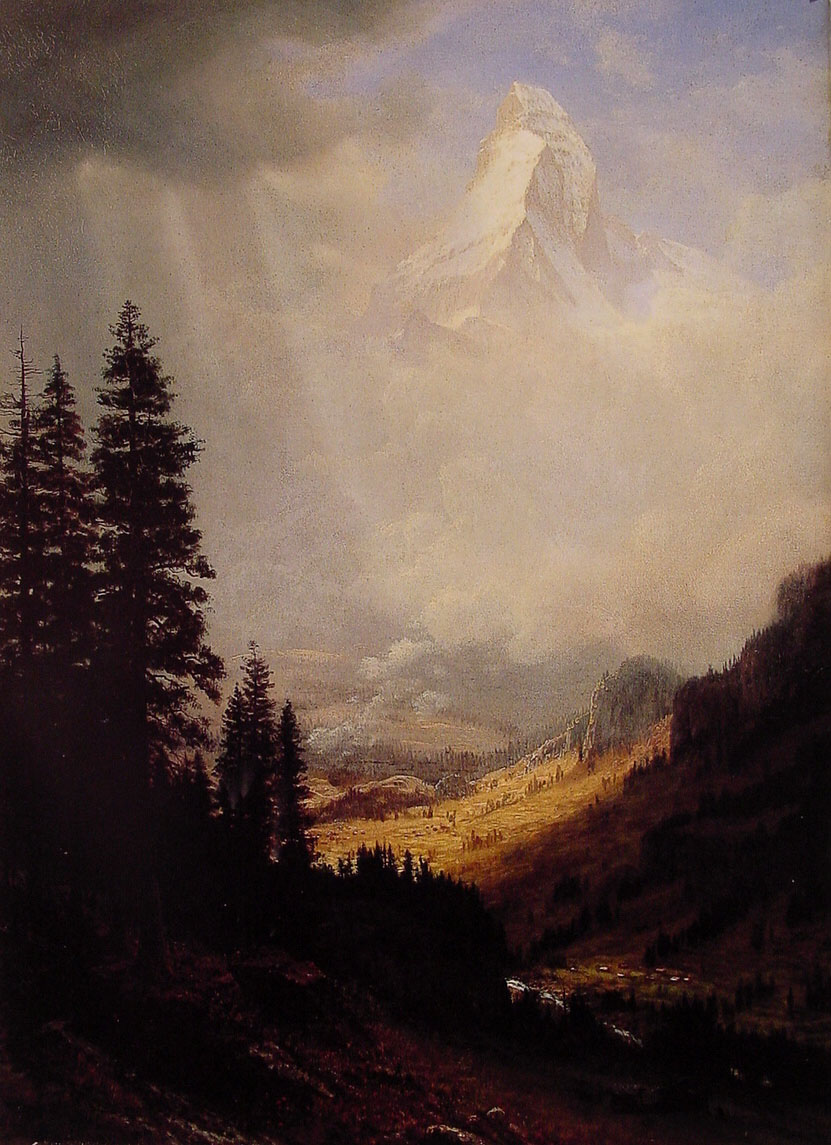
Бірштадт